# Gerbillus pusillus
Gerbillus pusillus — вид гризунів підродини піщанок (Gerbillinae). Він є рідним для Ефіопії, Кенії, Сомалі, Південного Судану та Танзанії. Зафіксовано в степових біотопах прибережного Сомалі. У Південному Судані був зафіксований у низькій траві на піщаних ґрунтах.